# Labirintkopoltyús halak
A labirintkopoltyús halak (Anabantidae) a sugarasúszójú halak (Actinopterygii) osztályába a sügéralakúak (Perciformes) rendjébe és a labirintkopoltyúsok (Anabantoidei) alrendjébe tartozó család.

## Rendszerezés
A családba az alábbi 4 nem és 36 faj tartozik:
- Anabas - 2 faj
  - Anabas cobojius
  - Anabas testudineus
- Ctenopoma - 20 faj
  - leopárd kúszóhal (Ctenopoma acutirostre)
  - Ctenopoma argentoventer
  - Ctenopoma ashbysmithi
  - Ctenopoma breviventrale
  - Ctenopoma ctenotis
  - Ctenopoma garuanum
  - Ctenopoma kingsleyae
  - Ctenopoma machadoi
  - Ctenopoma maculatum
  - Ctenopoma multispine
  - Ctenopoma muriei
  - Ctenopoma nebulosum
  - Ctenopoma nigropannosum
  - Ctenopoma ocellatum
  - hegyescsőrű kúszóhal (Ctenopoma oxyrhynchum)
  - Ctenopoma pellegrini
  - Ctenopoma petherici
  - Ctenopoma riggenbachi
  - Ctenopoma togoensis
  - Ctenopoma weeksii
- Microctenopoma - 12 faj
  - Microctenopoma ansorgii
  - Microctenopoma congicum
  - Microctenopoma damasi
  - kongói kúszóhal (Microctenopoma fasciolatum) vagy (Ctenopoma fasciolatum)
  - Microctenopoma intermedium
  - Microctenopoma lineatum
  - Microctenopoma milleri
  - Microctenopoma nanum
  - Microctenopoma nigricans
  - Microctenopoma ocellifer
  - Microctenopoma pekkolai
  - Microctenopoma uelense
- Sandelia - 2 faj
  - afrikai anabantid (Sandelia bainsii)
  - Sandelia capensis